# Size

size — unix-утилита, отображающая информацию о размерах секций для объектных файлов обычного формата. Выводятся три числа: размеры в байтах секции команд, секции данных и секции неинициализированных данных, а затем их сумма.

## Использование
- size [-o] [-x] [-V] файл …

По умолчанию выдаются десятичные числа. Можно воспользоваться опциями -o и -x для вывода в восьмеричном и шестнадцатеричном формате соответственно.